# Malocampa albimacula
Malocampa albimacula är en fjärilsart som beskrevs av Paul Dognin 1909. Malocampa albimacula ingår i släktet Malocampa och familjen tandspinnare. Inga underarter finns listade i Catalogue of Life.